# 裁判所構成法
裁判所構成法（さいばんしょこうせいほう、旧字体：裁判󠄁所󠄁構󠄁成法、明治23年2月10日法律第6号）は、大日本帝国憲法下における裁判所の構成および管轄、司法行政に係る職務および監督権、判事、検事等の職員の資格、身分等に関する法律である。裁判所法の施行に伴い、1947年（昭和22年）5月3日に廃止された。

## 沿革
明治維新以前における裁判機関の組織は、訴訟当事者の身分によって管轄官庁を異にしていたが、行政機関が同時に裁判官庁であったため、裁判事項のみを管掌する官庁は組織されていなかった。明治以後、三権分立制度の採用によって、司法権の独立が図られ、裁判機関の整備が要請されるに至った。本法は、こうした経緯を踏まえて、大日本帝国憲法57条2項の規定に基づいて制定された。
本法制定前においては、本法に規定されているような条項は、個々の規則をもって定められていた。例えば、検事職制（明治6年6月17日司法省達甲第1号）、検事職制章程（明治7年2月2日太政官達）、司法省及検事並ニ大審院諸裁判所職制章程（明治8年5月8日司法省達第10号）、大審院諸裁判所職制章程（明治8年5月24日太政官布告第91号）等は、いずれも本法に包含されている条項を規定していたものであり、日本における最初の裁判所構成法を形成したものといわれている。その後、検事職制章程が明治10年（1877年）2月19日に改正されたほか、明治19年（1886年）5月4日に裁判所官制（明治19年勅令第40号）が定められて判事が終身官とされ、同年7月1日には裁判所処務規定を定めて書記官及び書記に関する規定を設けるに至った。さらに、明治20年（1887年）3月2日には、始審裁判所執務手続調査委員が任命され、同年12月21日には、裁判所官制が改正された。
本法の制定は、領事裁判権の撤廃と密接な関係のもとに編纂が企図されたものである。すなわち、条約改正の要件として、諸外国は、日本における法制の整備を要請していたことから、条約改正を達成するための直接の材料として本法の制定が急がれていた。
本法の起草者は、司法省顧問のドイツ人オットー・ルードルフである。ルードルフは、1877年に公布されたドイツ帝国裁判所構成法に基づき、本法の原案の作成に着手した。ルードルフが作成した本法の原案は、ドイツ語で記載されていたため、司法省顧問のイギリス人ウィリアム・カークウッドによって英文に翻訳され、さらに外務省翻訳局によって和文に翻訳された。その後、明治20年（1987年）11月4日に外務省法律取調局が司法省に移され、司法大臣山田顕義が裁判所構成法法律取調委員長に任ぜられ、尾崎忠治、細川潤次郎、鶴田皓、箕作麟祥、清岡公張、渡正元、村田保、南部甕男、三好退蔵、西成度等が委員となって、本法の草案を審議した。委員による審議は、明治20年（1987年）12月2日に終了し、翌明治21年（1988年）3月23日に、本法とその英訳文が内閣に提出された。この草案に対する井上毅の意見として、「裁判所構成法案ニ對スル意見書類」がある。本法の草案は、翌明治22年（1989年）3月1日に元老院に付議され、同月23日に可決され、枢密院に諮詢された。この間、同年2月11日に大日本帝国憲法が発布されており、同憲法57条2項において、裁判所の構成は法律をもってこれを定めると規定されたことから、司法裁判所の構成法を制定することがいよいよ必要となった。そして、枢密院に諮詢された本法は、枢密院を通過し、明治23年（1890年）2月10日に公布された。
本法の制定前に存在していた治安裁判所及び始審裁判所は、それぞれ本法の区裁判所及び地方裁判所となり、控訴院及び大審院についても、それぞれ本法の控訴院及び大審院となった。また、治安裁判所及び始審裁判所においては、従来、単独審とされており、控訴審は3人の、大審院は5人の合議制であったが、本法の制定によって、区裁判所のみが単独審とされ、地方裁判所は3人、控訴院は5人、大審院は7人の合議制に改められた。
本法の制定後、明治29年（1896年）11月10日に、「裁判所及検事局事務章程調査委員」が任命され、裁判所及び検事局の事務に関する規則の調査が着手されたほか、明治31年（1898年）9月22日には、「司法事務ニ関スル法令審査委員」が任命され、司法事務に関する法令の審査が行われ、司法事務の改善が図られた。
なお、本法の起草者であるルードルフは、本法の逐条解説書『日本裁判所構成法註釋』を著している。

## 概説
沿革にあるように、本法は大日本帝国憲法第57条第2項の規定を受けて制定された。制定経緯から明らかなとおり、本法はドイツ帝国の裁判所構成法に倣ったものであるため、参審・陪審の規定を除いては、おおむねドイツ帝国の制度に類似していた。例えば、裁判所の管轄、審級、判事、検事、裁判所書記、執達吏の身分・職務等は、ドイツ帝国のものと大体同じであったとされる。なお、本法はあくまで司法行政権に関して定めるもので、司法権の行使自体は判事の自由な心証による独立した判断によって行うものとされていた。

### 裁判所の構成
- 次の4つの裁判所を通常裁判所とした（第1条）。これらの裁判所は民事・刑事一般について管轄を有するものとされたが[注釈 4]、法律により特別裁判所が管轄を有すると定められたものは裁判権を持たなかった（第2条）[注釈 5][注釈 6]。また、大日本帝国憲法第61条の規定のとおり、行政裁判所が扱う行政訴訟についても裁判権を持たなかった。

1. 区裁判所
  - 民事において、1943年の時点では[注釈 7]、訴額が1000円を超えない請求（第14条第1号）[注釈 8]、賃貸借関係から生じる訴訟、不動産の境界に関する訴え、占有に関する訴訟等（同条第2号）について、第一審として裁判を行った。また、破産事件（第14条の2）[注釈 9]、非訟事件についても裁判を行った。
  - 刑事において、1943年の時点では[注釈 7]、拘留又は科料が法定刑の罪（第16条第1項）、短期1年以上のものを除く有期の懲役又は禁錮・罰金が法定刑の罪（同条第2項）で予審を経ないものについて、第一審として裁判を行った[21]。
  - 他の3つの裁判所と異なり、単独審であった（第11条第1項）。
2. 地方裁判所
  - 民事において、区裁判所・控訴院に管轄にない請求につき第一審として裁判を行った（第26条第1項）。また、区裁判所の判決に対する控訴、区裁判所の決定・命令に対する抗告について第二審として裁判を行った（同条第2項）。さらに、区裁判所が非訟事件について行った決定・命令に対する抗告についても裁判を行った（第29条）。
  - 刑事において、1943年の時点では[注釈 7]、区裁判所・大審院の管轄にない罪について、第一審として裁判を行った（第27条第1項）。また、区裁判所の判決に対する控訴、区裁判所の決定・命令に対する抗告について、大審院の権限にあるものを除き第二審として裁判を行った（同条第2項）。
3. 控訴院
  - 1943年の時点では[注釈 7]、地方裁判所の第一審判決に対する控訴、地方裁判所の決定・命令に対する抗告について、大審院の権限にあるものを除き第二審として裁判を行った（第37条）。また、皇族に対する民事訴訟については、第一審・第二審ともに東京控訴院が裁判を行った（第38条）。
  - 5年以上の法曹等[注釈 10]の経験のある判事が職務を行った（第69条）。
4. 大審院
  - 最高裁判所として（第43条）、法令の解釈・適用の統一を図ることを使命とした[22]。法制定時点では区裁判所の判決に対する上告は控訴院が取り扱っていたが[注釈 11]、法改正により上告は全て大審院が扱うこととされ[注釈 12]、法令の解釈・運用の統一を図る目的が徹底された[23]。
  - 法律審であり、第一審かつ終審として審理を行う場合を除き、原則として事実認定は行わなかった[24][25]。その判断は下級裁判所を羈束した（第48条）。
  - 1943年の時点では[注釈 7]、上告、控訴院が行った、又は地方裁判所が第二審として行った決定・命令に対する抗告について、終審として裁判を行った（第50条第1号）。また、大逆罪・内乱罪・皇族が禁錮以上の法定刑の罪を犯した場合については、国家の安寧秩序に重大な影響を及ぼすことから、迅速に処理を行うため[26]、第一審かつ終審として（一審制）裁判を行った（同条第2号）。
  - 10年以上の法曹等[注釈 10]の経験のある判事が職務を行った（第70条）。

- 各裁判所[注釈 13]には検事局が附置されていたが、検事は裁判所からは独立してその職務を行うものとされており、検事局も裁判所から独立した官庁として、司法権を行使するものではないとされていた（第6条）[27]。

### 職員の資格・身分

#### 判事
- 判事・検事となるには、原則として判事検事登用試験の第1回試験に合格し、合格後司法官試補として裁判所・検事局で1年6ヶ月の[28]実地修習を受け（第57条、第58条）、その後第2回試験に合格することで判事又は検事に任命された（第62条）[注釈 14]。
- 大日本帝国憲法第58条の規定を受け、また、司法権の適正な行使を行うには判事の地位は最も強固でなければならないとして[29]、判事は終身官とされていた（第67条）。また、刑法の宣告又は懲戒の処分によらなければ転官・転所・停職・免職・減俸されることがなかった（第73条）。判事の懲戒については別に判事懲戒法が定められていた。
- 終身官として身分保障が図られる反面、外部の影響により不偏不党かつ正確な司法権の行使ができなくなることを避けるため[30]、公然政治に関係すること（第72条第1号）、政党の党員や議員等になること（同条第2号）、金銭の利益を目的とする公務に就くこと（同条第3号）、商業を営むこと（同条第4号）等が禁じられていた。

#### 検事
- 資格については判事と同一とされていた。
- 検事は終身官ではなかったが、公益の代表者として重要な地位にあることから[31]、刑法の宣告又は懲戒の処分によらなければその意に反して免職されることがなく（第80条）、身分保障が図られていた。

#### 書記
- 文書の往復、会計の整理、記録の調製等を行う[32]書記が各裁判所に置かれた（第85条）。
- 書記となるには登用試験に受かるほか、一定の期間実務修習を受ける必要があった[33]（第89条）。

#### その他の職員
- 各区裁判所に裁判所から発する文書を送達し、裁判を執行する執達吏が置かれた（第9条）。
- 裁判所長等は法廷における雑務などを担う廷丁を雇用することができた（第101条、第102条）。

### 司法事務の取扱い
- 大日本帝国憲法第59条により、対審は原則公開されていたが、同条の規定に基づいて裁判所の決議をもって対審を非公開とする場合には、傍聴者を退廷させる前にその理由を告げなくてはならず、判決言渡しの際には再度入廷させなければならないとされていた（第105条）。
- 開廷中の法廷秩序の維持権が裁判長にあると定めており（第108条）、裁判長は婦女児童[注釈 15]や相応の衣服を着ていない者[注釈 16]（第107条）、審問を妨げる者など（第109条第1項）を退廷させる権限を有していた。なお、審問を妨げる者は必要があれば勾引し、閉廷まで勾留することも可能で、閉廷後もなお必要があると認めるときは5円以下の罰金又は5日以内の拘留とすることも可能であった（同条第2項）。
- 裁判所においては日本語を用いることとされていた（第115条第1項）。これは、裁判所法第74条により現在も引き継がれている。
- 判事の評議は原則として非公開で行われ（第121条）、評議中その意見は格の低い判事から順に述べるものとされた（第122条）。これは、格の高い判事が先に意見を述べてしまうと、格の低い判事が付和雷同してしまうおそれがあるためである[34]。
- 裁判は合議体の多数の意見によることを原則とするが（第123条第1項）、合議体を構成する3人の判事の意見が3通りに分かれた場合、金額について意見が分かれている場合には最も高額の意見を次の額の票とし[注釈 17]（同条第2項）、刑事につき意見が分かれている場合には最も被告人に不利な意見を次に不利な意見の票とされていた[注釈 18]（同条第3項）。結論をいずれかに決めがたい場合であっても、司法権を担当する以上は[35]、判事は裁判すべき問題について意見表明を拒否できなかった（第124条）。
- 司法年度が1月1日から12月31日とされていた（第126条）。

### 司法行政の職務・監督権
- 司法大臣が裁判所・検事局問わず司法行政の最高監督権を有していた（第134条、第135条第1号）。また、司法大臣は裁判所・検事局の規則制定権も有していた（第125条）。これは、司法権は行政権から独立して行使されるべきであるが、司法行政は一つの行政事務にすぎず、他の行政権の活動と何ら異なるところがないので、当然に司法大臣の指揮監督に服するものと説明されており[36][37]、法律上も、司法大臣の監督権は裁判上執務する判事の裁判権に影響を及ぼしたり制限することはないと定められていた（第144条）。しかし、判事を含む裁判所の人事や会計について司法大臣が決定権を有していることは事実上裁判官の独立を害するおそれがある[38]との批判があった。日本国憲法下においては、第77条によって最高裁判所に規則制定権を持たせ、司法行政は各裁判所の裁判官会議によって行われ（裁判所法第12条等）、最高裁判所が監督権を有する（裁判所法第80条）こととなり、法務大臣の関与は排除されている。

## 第二次世界大戦中の特例
第二次世界大戦中には、司法制度を戦時体制下に置くため、裁判所構成法戦時特例が制定され、審級制度の簡略化（二審制の採用）、単独審の裁判所（区裁判所）の権限の拡張等、本法の特例が定められた。